# Stan Pearson
Pour les articles homonymes, voir Pearson.
Stanley Clare Pearson né le 11 janvier 1919 et mort le 20 février 1997, était un joueur de football anglais, natif de Salford.

## Biographie
Pearson signe à Manchester United comme joueur amateur en décembre 1935 et en devient professionnel en mai 1937. Son premier match pro vient contre Chesterfield Football Club en 1937. Lorsque la guerre commence en 1939, il sert au 2d/4th Lancashires. À la reprise des compétitions en 1948 il aide United à remporter la FA Cup cette même année, marquant même durant la finale. En 1952 il remporte le championnat et s'en va en 1953 après 148 buts en 343 apparitions. 
Pearson poursuit, avec une moyenne de plus d'un but tous les deux matches, à Bury durant trois ans avant de terminer sa carrière de joueur deux années plus tard à Chester, entre 1957 à 1959. À 40 ans et 101 jours, Pearson reste le joueur le plus âgé à faire une apparition en ligue pour ce club quand il joue son dernier match contre Crewe Alexandra, le 22 avril 1959.
À sa retraite, Pearson est un populaire gestionnaire de Chester, après que John Harris soit parti à Sheffield United. Malgré sa popularité à Manchester United Pearson décide de rester fidèle à Chester et entraine l'équipe première. Mais après avoir terminé 20e et 24e successivement, Pearson quitte le club après une défaite 1-0 à domicile contre Morecambe en novembre 1961  pour la FA Cup.
Après sa retraite du football Pearson devint sous-maître de poste de Prestbury Post Office dans le Cheshire. Il meurt à Alderley Edge, Cheshire, en février 1997, à l'âge de 78 ans.

## Palmarès
- Avec Manchester United
  - FA Cup : 1948
  - Championnat : 1952